# Wieczny ogień
Wieczny ogień – opowiadanie polskiego pisarza fantasy Andrzeja Sapkowskiego o wiedźminie ze zbioru Miecz przeznaczenia.

## Postacie
- Geralt z Rivii – wiedźmin
- Jaskier – bard i poeta, przyjaciel Geralta
- Tellico Lunngrevink Letorte „Dudu” – doppler
- Dainty Biberveldt – niziołek, kupiec
- Chappelle – namiestnik do spraw bezpieczeństwa
- Vimme Vivaldi – krasnolud, bankier

## Fabuła
Geralt przybywa do Novigradu, miasta chronionego przez Wieczny Ogień. W mieście spotyka swojego przyjaciela, barda Jaskra. Akurat jego ukochana, Vespula, wyrzuciła go z domu za niedotrzymywanie wierności. Wiedźmin natyka się właśnie na scenę wyrzucania. Bard do tego chce wymyślić trzecią zwrotkę do swojej ballady, lecz nie potrafi. Żeby się pocieszyć obaj idą do karczmy. Spotykają tam starego znajomego, niziołka Dainty’ego Biberveldta, kupca. Przysiadają się do niego i rozmawiają. Wkrótce do karczmy wchodzi prawdziwy Dainty. Oszust próbuje uciec, lecz Geralt krępuje go srebrnym łańcuchem i zmusza do przybrania prawdziwej postaci. Okazuje się, że oszust jest dopplerem, istotą, która potrafi przybierać dowolną postać, a także jej zdolności. Okazuje się, że Dudu (tak się bowiem doppler nazywa) zaatakował Dainty'ego, przybrał jego postać i zabrał jego towar. Teraz go sprzedał za korzystną cenę.
Pojawiło się jednak niebezpieczeństwo. Dopplerom w Novigradzie grozi śmierć na stosie. Przyjaciołom robi się żal sympatycznego cudaka i kiedy do karczmy wchodzi straż, wezwana przez karczmarza, pozwalają mu przybrać postać Dainty’ego. Dudu wykorzystuje jednak sytuację i ucieka. Przyjaciele ruszają za nim w pościg. Nie udaje im się go złapać. Zaś zdumionym strażnikom tłumaczą, że Dudu jest kuzynem Dainty’ego, całkiem do niego podobnym. Straż zabiera jednak kupca, by zapłacił podatek za interesy, jakie zawarł w jego imieniu doppler.
Kupiec nie ma jednak pieniędzy na zapłacenie podatku. Prosi Geralta o pomoc w schwytaniu stwora aby go oddać straży. Geralt nie chce jednak, by Dudu skończył na stosie. Ich rozmowę przerywa pojawienie się namiestnika Chappelle’a. Okazuje się, że karczmarz złożył na nich skargę, że chronią dopplera. Na szczęście mu nie uwierzono. Chappelle ostrzega przyjaciół, co im grozi, gdyby słowa karczmarza były prawdą i odchodzi. Do Dainty’ego przybiega kupiec Piżmak, pogratulować mu niezwykle udanego interesu. Kupiec z przyjaciółmi biegnie do banku. Od bankiera Vivaldiego dowiadują się, jakie interesy w jego imieniu zrobił Dudu. Okazuje się, że są one niezwykle trafne.
Geralt, Jaskier i Dainty szukają Dudu. Wreszcie go wypatrują spośród tłumu. Chcą go schwytać, lecz jest on niezwykle przebiegły. W walce z Geraltem przybiera jego postać, nie potrafi jednak zabić wiedźmina. Potrafi bowiem z ludzi kopiować tylko to, co dobre. To co złe już nie, ponieważ tego nie rozumie. Wreszcie przybiera postać Jaskra i wymyśla dla niego trzecią zwrotkę ballady. Chwilę później obrywa od Vespuli. Korzystając z zamieszania Geraltowi udaje się wreszcie związać dopplera. Chwilę później pojawia się Chappelle. Nie aresztuje jednak Dudu, lecz każe mu przybrać postać Dainty’ego. Okazuje się, że on też jest dopplerem. Udaje Chappelle’a, który zmarł dwa miesiące temu. Dochodzi wreszcie do zgody. Dudu oddaje Dainty’emu zarobione pieniądze, Dainty zostaje zwolniony z podatku, Geralt otrzymuje dwadzieścia dwie korony na nową kurtkę i wszystko kończy się dobrze. By przypieczętować przyjaźń wszyscy razem idą do domu publicznego.

## Adaptacja
Fabułę opowiadania wykorzystał Michał Szczerbic do scenariusza 7. odcinka serialu Marka Brodzkiego Wiedźmin. Geralta zagrał Michał Żebrowski, Jaskra Zbigniew Zamachowski, a Dudu Iwo Pawłowski.